# Macrodorcas recta okinawana
Macrodorcas recta okinawana es una subespecie de coleóptero de la familia Lucanidae.

## Distribución geográfica
Habita en Okinawa (Japón).